# Förbundsdagsvalet i Västtyskland 1972

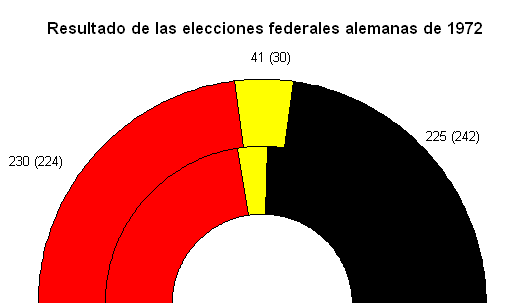
Sammansättningen av förbundsdagen efter valet i den yttre halvringen, sammansättningen före valet i den inre halvringen; rött: SPD, gult: FDP, svart: CDU och CSU

Förbundsdagsvalet i Västtyskland 1972 ägde rum den 19 november 1972.
Under mandatperioden 1969-1972 hade koalitionen mellan Tysklands socialdemokratiska parti, SPD och Freie Demokratische Partei, FDP, förlorat sin majoritet i förbundsdagen eftersom flera ledamöter från FDP lämnat partiet och istället gått över till de borgerliga partierna CDU/CSU i protest mot att förbundskansler Willy Brandt hade erkänt och inlett diplomatiska relationer med Östtyskland, något de tidigare konservativa regeringscheferna Konrad Adenauer, Ludwig Erhard och Kurt Georg Kiesinger aldrig gjort.
CDU/CSU hade försökt få regeringen att avgå genom ett misstroendevotum den 27 april 1972 men detta lyckades inte. Det har senare framkommit att två konservativa ledamöter mutats av östtyska Stasi.
Eftersom koalitionen SPD/FDP saknade egen majoritet utlyste president Gustav Heinemann nyval. SPD utnyttjade Brandts popularitet och att hans Ostpolitik gett honom Nobels fredspris i december 1971. CDU använde att Brandt under andra världskriget, då han var norsk medborgare, hade kämpat mot tyska soldater och kallade detta för landsförräderi. CDU använde också slagordet Freiheit oder Sozialismus i deras syn i att valet handlade om valet mellan frihet och socialism.
För regeringskoalitionen blev valet en stor framgång och SPD och FDP fick tillsammans en betryggande majoritet i förbundsdagen.

## Röstresultat
| Parti                | Parti                                | Partiledare          | Röster               | Röster | Röster | Mandatfördelning | Mandatfördelning |
| Parti                | Parti                                | Partiledare          | Antal                | %      | +− %   | Antal            | +−               |
| -------------------- | ------------------------------------ | -------------------- | -------------------- | ------ | ------ | ---------------- | ---------------- |
|                      | Tysklands socialdemokratiska parti   | Willy Brandt         | 17 175 169           | 45,85  | +3,18  | 230 (+12)        | +6               |
|                      | CDU                                  | Rainer Barzel        | 13 190 837           | 35,21  | −1,43  | 177 (+9)         | −16              |
|                      | CSU                                  | Franz Josef Strauss  | 3 615 183            | 9,65   | +0,2   | 48               | −1               |
|                      | FDP                                  | Walter Scheel        | 3 129 982            | 8,36   | +2,59  | 41 (+1)          | +11              |
|                      | Tysklands Nationaldemokratiska Parti | Martin Mußgnug       | 207 465              | 0,55   | −3,76  | —                | —                |
|                      | Deutsche Kommunistische Partei       | Kurt Bachmann        | 113 891              | 0,30   | —      | —                | —                |
|                      | Europäische Föderalistische Partei   | ?                    | 24 057               | 0,06   | −0,09  | —                | —                |
|                      | Freisoziale Union                    | Ferdinand Böttger    | 3 166                | 0,01   | −0,04  | —                | —                |
| Antal giltiga röster | Antal giltiga röster                 | Antal giltiga röster | 37 459 750           | 100,00 |        | 496 (+22)        |                  |
| Ogiltiga röster      | Ogiltiga röster                      | Ogiltiga röster      | 301 839              |        |        |                  |                  |
| Totalt               | Totalt                               | Totalt               | 37 761 589 (91,11 %) |        |        |                  |                  |

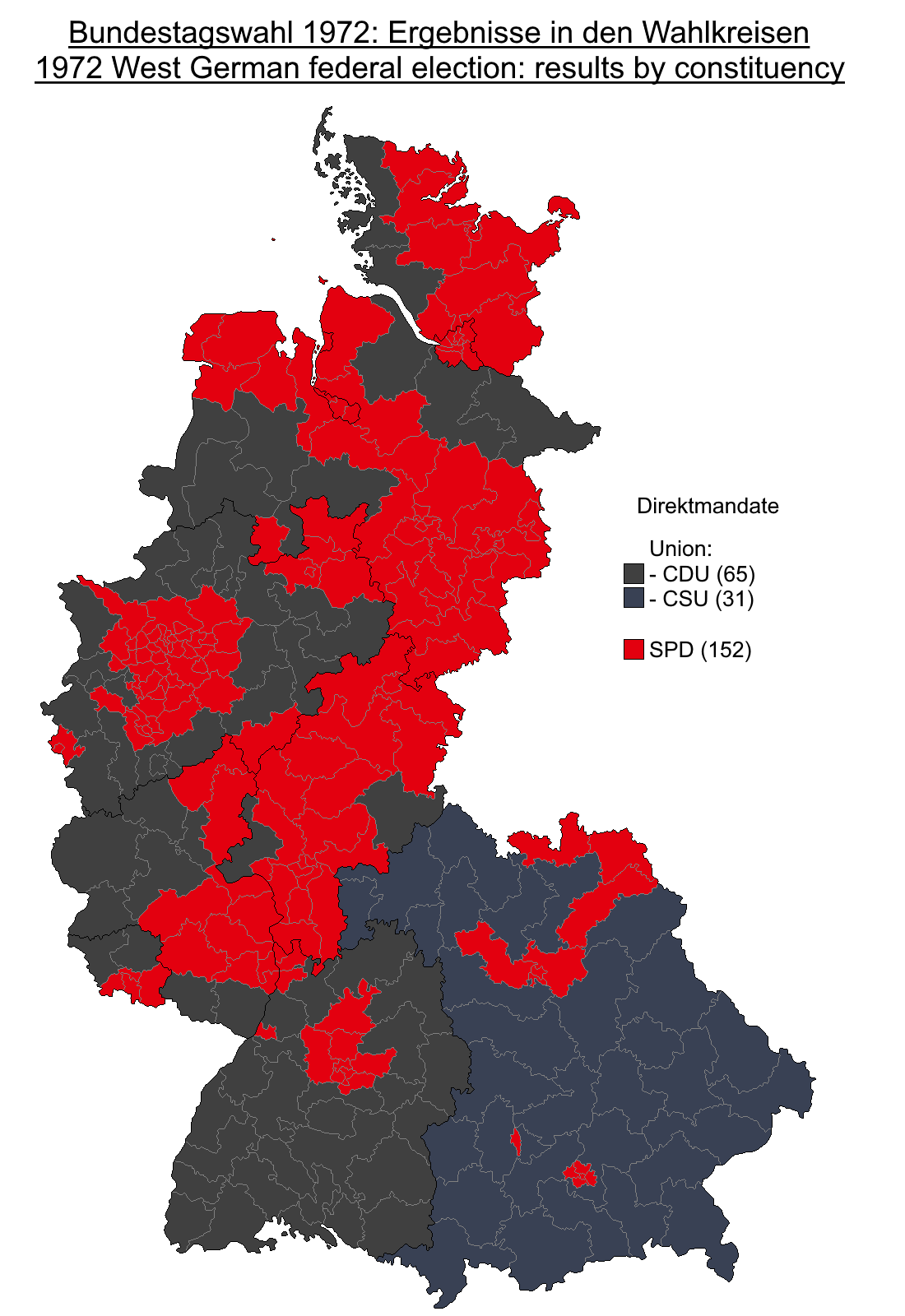
Valkretsresultat för förstarösterna

Siffrorna inom parentes är förbundsdagsledamöter från Berlin. Dessa saknade rösträtt i Förbundsdagen.